# 한국수자원학회
사단법인 한국수자원학회(Korea Water Resources Association, KWRA)는 지구상의 물에 관한 학술발전을 도모하며 사회공익에 기여함을 목적으로 1967년 11월 20일에 설립된 학술단체이다. 사무실은 서울특별시 서초구 효령로 237 서초한신리빙타워 302호에 있다. 물과 관련된 분야의 연구와 교육 및 지도, 학술지 및 관련 기술 서적의 발행, 국내외 학회와의 교류 등을 활동하고 있다. 1968년에 창간된 학회지 《물과 미래》를 발간하고 있다.

## 주요 사업
- 물과 관련된 모든 학문분야의 연구, 교육 및 지도
- 학회지, 논문집 및 관련 기술 서적의 출판
- 학술발표회, 세미나 및 심포지엄, 강연회, 간담회의 개최 및 국내외 견학 시찰
- 국내외 관련학회와의 학술교류
- 정부, 공공단체, 기타 기관이 의뢰하는 물에 관한 기술연구
- 포상 및 장학사업
- 기타 학회 목적달성을 위하여 필요한 사업

## 역대 회장
- 제1대: 김윤기 (1967.11.20~1969.5.9)
- 제2~5대: 안경모 (1969.5.10~1977.2.18)
- 제6대: 안수한 (1977.2.19~1979.2.16)
- 제7대: 최영박 (1979.2.17~1981.1.30)
- 제8대: 이원환 (1981.1.31~1983.1.28)
- 제9~10대: 김형주 (1983.1.29~1987.1.16)
- 제11대: 강관원 (1987.1.17~1989.2.17)
- 제12대: 윤석길 (1989.2.18~1991.2.22)
- 제13대: 이종남 (1991.2.23~1993.2.28)
- 제14대: 고재웅 (1993.3.1~1995.2.28)
- 제15대: 김계호 (1995.3.1~1997.2.28)
- 제16대: 선우중호 (1997.3.1~1999.2.28)
- 제17대: 윤용남 (1999.3.1~2001.2.28)
- 제18대: 안상진 (2001.3.1~2003.2.28)
- 제19대: 전병호 (2003.3.1~2005.2.28)
- 제20대: 송재우 (2005.3.1~2007.2.28)
- 제21대: 심명필 (2007.3.1~2009.2.28)
- 제22대: 지홍기 (2009.3.1~2011.2.28)
- 제23대: 우효섭 (2011.3.1~2012.12.31)
- 제24대: 한건연 (2013.1.1~2014.12.31)
- 제25대: 윤병만 (2015.1.1~2016.12.31)
- 제26대: 허준행 (2017.1.1~2018.12.31)
- 제27대: 전경수 (2019.1.1~2020.12.31)
- 제28대: 배덕효 (2021.1.1~2022.12.31)
- 제29대: 이상호 (2023.1.1~2024.12.31)
- 제30대: 유철상 (2025.1.1~)

## 조직
- 회장
- 부회장
- 감사
- 지회장
  - 강원지회
  - 광주전남지회
  - 대구경북지회
  - 대전세종충청지회
  - 부울경지회
  - 전북지회
  - 제주지회
- 이사회
  - 이사
- 평의원회
  - 평의원
- 원로회의

## 학회지
- 《물과 미래》 - 1968년에 창간[1]